# كارل يانسن
كارل يانسن (بالألمانية: Karl Jansen)‏ هو رباع ألماني، ولد في 28 مايو 1908 في Wanne-Eickel ‏ في ألمانيا، وتوفي في 14 نوفمبر 1961.

## وصلات خارجية
- كارل يانسن على موقع أوليمبيديا (الإنجليزية)